# Alfons VII.

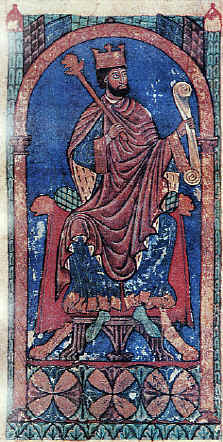
Alfons VII.

Alfons VII., „der Kaiser“, (* 1. März 1105 in Caldas de Reis, Galicien; † 21. August 1157 in La Fresneda, heute Santa Elena, Andalusien) war ab dem Jahr 1111 König von Galicien und ab 1126 König von León und Kastilien. Am 26. Mai 1135 ließ Alfons sich in der Kathedrale von León zum Kaiser von ganz Spanien (Imperator totius Hispaniae) krönen.

## Leben
Alfons VII. war der Sohn von Urraca von León, Tochter von Alfons VI., und ihrem ersten Ehemann Graf Raimund von Burgund. Er sollte seinem Großvater Alfons VI. in Kastilien und León als König folgen. Doch wurde er von Urracas zweitem Gemahl, Alfons I. von Aragonien, auf Galicien beschränkt, dessen Krone er im Jahr 1111 empfing. Als aber Urraca mit ihrem Gemahl in Streit geriet, beeinflusste sie den kastilischen Adel, sich zu erheben und Alfons zum König auszurufen (1122).
Nach einem langwierigen Krieg, den bereits seine Mutter Urraca im Jahr 1114 begonnen hatte, behauptete sich Alfons gegen seinen Stiefvater und behielt bei der Teilung im Jahre 1127 Kastilien, León, Asturien und Galicien; nur seinen Anteil an Navarra trat er an das Königreich Aragón ab. Als 1134 sein Stiefvater starb, setzte Alfons sich schnell endgültig durch. Danach ordnete er den Staat und kämpfte glücklich gegen die Mauren, so im Jahr 1134 im Bund mit Aragonien und Navarra. Im Jahr 1142 wurde Coria zurückerobert und zwei Jahre später begann mit der Eroberung Córdobas eine weitere Erfolgsphase im Kampf gegen die Mauren, denn kurz darauf (1147) verloren die Muslime auch Calatrava und Almería. Allerdings eroberten die nordafrikanischen Almohaden Córdoba, Coria und auch Almería – wenn auch nur vorübergehend – wieder zurück. Bei den meisten seiner Feldzüge wurde Alfons auch von kleineren Truppenteilen der übrigen christlichen Fürsten Spaniens unterstützt.
Nach seinem Tod beim heutigen Ort Santa Elena wurde Alfons VII. in der Kathedrale von Toledo beigesetzt. Die von ihm verfügte Erbteilung unter seinen Söhnen Sancho III. von Kastilien und Ferdinand II. von León spaltete Spanien erneut.

## Nachkommen
Im Jahr 1128 heiratete Alfons Berenguela von Barcelona, Tochter von Raimund Berengar III., Graf von Barcelona. Sie starb bereits 1149. Mit ihr hatte Alfons die folgenden Kinder:
- Sancho III. (1134–1158), König von Kastilien[1]
- Ferdinand II. (1137–1188), König von León[2]
- Sancha (1137–1179), ⚭ Sancho VI., König von Navarra
- Konstanze (1140–1160), ⚭ Ludwig VII., König von Frankreich

Nach dem Tode seiner ersten Frau heiratete Alfonso im Jahr 1152 Richeza, die Tochter von Wladyslaw II., Seniorherzog von Polen. Mit ihr hatte er eine Tochter, Sancha (1155–1208), ⚭ Alfons II., König von Aragón.
Alfons hatte ferner eine illegitime Tochter, Urraca, ⚭ García IV., König von Navarra.